# 10287 Смейл
10287 Смейл (10287 Smale) — астероїд головного поясу, відкритий 21 жовтня 1982 року.
Тіссеранів параметр щодо Юпітера — 3,455.